# Faye-sur-Ardin
Faye-sur-Ardin é uma comuna francesa na região administrativa da Nova Aquitânia, no departamento de Deux-Sèvres. Estende-se por uma área de 15,03 km². Em 2010 a comuna tinha 648 habitantes (densidade: 43,1 hab./km²).